# J☆S
「J☆S」（ジェイエス）は、宮野真守のメジャー3枚目、通算4作目のシングル。2009年7月29日にキングレコードから発売された。

## 概要
前作「…君へ」から約7ヶ月ぶりのリリースであり、2009年1作目のリリース作品。表題曲を含む全3曲収録。表題曲「J☆S」は、TBS系で放送されていた『カード学園』のエンディングテーマとして使用され、日本のヒップホップグループ・0SOUL7が楽曲提供している。

## 収録曲
1. J☆S [4:34]
作詞・作曲：0SOUL7、編曲：鈴木雅也
  - TBS系『カード学園』エンディングテーマ
2. ハッピーライフ! [3:41]
作詞：松原沙織、作曲：南田健吾、編曲：大西省吾
3. Splash Blue [5:15]
作詞：ucio、作曲・編曲：柘植敏道

## 収録アルバム
| 曲名        | 収録作品名 | 発売日       | 備考                          |
| ----------- | ---------- | ------------ | ----------------------------- |
| J☆S         | 『WONDER』 | 2010年8月4日 |                               |
| Splash Blue | 『WONDER』 | 2010年8月4日 | WONDERING LIL MIXとして収録。 |